# Лісовська Марія Павлівна

Тесленко Костянтин Макарович та Лісовська Марія Павлівна

Лісовська Марія Павлівна (28. 08. 1922, с. Лиски, нині Прилуцького р-ну Чернігівської обл. — 10. 03. 1981, Донецьк) — письменниця. Член Спілки письменників СРСР (1961).

## З біографії
Закінчила Харківський університет (1946). Працювала вчителькою у Донецьку (1946–76). Спільно зі своїм чоловіком — українським письменником Костянтином Тесленком написала збірки оповідань «Скільки житиму — любитиму» (Сталіно, 1959), «Відлуння серця» (Д., 1972), повісті «На морі слідів не лишається» (1960), «Крізь громовицю» (1961; обидві — Сталіно), «Знайдені крила» (1962), «Різноцвіття» (1966; обидві — Донецьк), «Незгасимі зоряниці» (Д., 1978; рос. перекл. — Москва, 1985), «Богучари» (Д., 1982).
Твори переважно на морально-етичну, екологічну, шкільну тематику.